# هری آلن تاورز
هری آلن تاورز (انگلیسی: Harry Alan Towers; ۱۹ اکتبر ۱۹۲۰ – ۳۱ ژوئیهٔ ۲۰۰۹) فیلمنامه‌نویس و تهیه‌کنندهٔ بریتانیایی بود.

## فیلم‌شناسی
- آوای وحش
- بنال وطن
- دوریان گری
- حوا
- زیبای سیاه
- سپس هیچ‌کدام باقی نماندند
- سپیددندان
- بازگشت سپیددندان
- کنت دراکولا
- ۹۹ زن
- قاضی خونخوار
- قلعه فو مانچو
- تبار فو مانچو
- دو ساد ۷۰